# I Go Wild
«I Go Wild»—en español: «Me vuelvo loco»— es una canción de The Rolling Stones que aparece en su álbum Voodoo Lounge de 1994. Acreditada al dúo Mick Jagger y Keith Richards, es una composición mayoritariamente de Jagger.
Sobre su creación, Jagger dijo en 1994: "Supongo es en la que tocé la guitarra en la mayoría de la canción, quiero decir, lo creé en la guitarra junto con Charlie Watts, como un groove. Más o menos teníamos la canción entera antes de que la lleváramos a los demás." Sobre la canción en general, Jagger dijo, "Me gusta esa canción, realmente me metí con la letra". 
«I Go Wild» se grabó entre los meses de julio y agosto; y noviembre y diciembre de 1993, en los estudios Sandymount de Irlanda; Windmill Lane Recording de Dublín y & A&M Recording de Los Ángeles.
Con Jagger en la voz principal, Richards y Wood lo acompañan en guitarra eléctricas. Charlie Watts tocando la batería mientras que Darryl Jones el bajo. Chuck Leavell aporta los teclados de la canción mientras que Phil Jones incorpora las percusiones. Jagger, Richards, Bernard Fowler e Ivan Neville realizan los coros. 
«I Go Wild» fue lanzado como el cuarto sencillo de Voodoo Lounge. Después de su lanzamiento en el Reino Unido el 3 de julio de 1995, alcanzó el número 29 en el UK singles chart. Un video fue filmado en el Ex templo de San Lázaro en la Ciudad de México , al finalizar la de la gira de los stones en Sudamérica. La canción la interpretaron durante la gira Voodoo Lounge Tour; Una versión en vivo de 1994 apareció en el maxisencillo, y una actuación en vivo de 1995 fue lanzado en 2016 en Totally Stripped. 

## Personal
Acreditados:
- Mick Jagger: voz, guitarra eléctrica
- Keith Richards: guitarra eléctrica, coros
- Ron Wood: guitarra eléctrica
- Charlie Watts: batería
- Darryl Jones: bajo
- Chuck Leavell: órgano
- Phil Jones: percusión
- Bernard Fowler: coros
- Ivan Neville: coros

## Posicionamiento en las listas
| Listas (1995)                      | Mejor Posición |
| ---------------------------------- | -------------- |
| Australia (ARIA)                   | 57             |
| Alemania (Media Control AG)        | 61             |
| Estados Unidos (Billboard Hot 100) | 60             |
| Países Bajos (Mega Single Top 100) | 48             |
| Reino Unido (UK Singles Chart)     | 29             |